# Шоштои
«Шоштои» (венг. Sóstói Stadion) — футбольный стадион в Секешфехерваре, Венгрия, является домашним стадионом футбольного клуба «Видеотон». Был построен в 60-е годы XX века. Вместимость стадиона составляет 14 300 мест.

## История
Стадион был построен в середине 60-х годов XX века и открылся в 1967 году. В 1978 году были установлены мачты освещения. Рекорд посещаемости был установлен в 1985 году. Тогда первый финальный матч Кубка УЕФА, в котором Видеотон принимал мадридский Реал, посетили почти 40 тысяч болельщиков.
Арена была частью заявок Венгрии на проведение Евро-2004, Евро-2008 и Евро-2012 и поэтому в начале 2000-х годов была проведена реконструкция. Стадион получил новую главную трибуну, улучшенную систему контроля доступа и систему видеонаблюдения.
В ноябре 2014 года был обнародован проект реконструкции стадиона, реализация которого должна начаться осенью 2015 года.